# Nina Andreyeva
Nina Aleksándrovna Andréyeva (en ruso: Нина Александровна Андреева; 12 de octubre de 1938-24 de julio de 2020), fue una químico rusa, profesora, autora, activista, política y crítica social. Nina Andréyeva era partidaria de los principios soviéticos clásicos y escribió un ensayo titulado: "No puedo abandonar mis principios", que defendía muchos aspectos del sistema soviético tradicional y criticaba al Secretario General del PCUS, Mijaíl Gorbachov, y a sus seguidores más cercanos, por no ser verdaderos miembros del partido comunista, en la respuesta publicada en el diario Pravda, el periódico oficial del PCUS, el artículo se tituló: "El manifiesto de las fuerzas anti-perestroika".

## Carrera
Nina Andréyeva nació en Leningrado (actualmente San Petersburgo) y fue profesora de química en el Instituto Tecnológico Estatal de San Petersburgo. Andréyeva se unió al Partido Comunista de la Unión Soviética (PCUS), en 1966.

## Ensayo
Su ensayo titulado: "No puedo abandonar mis principios", (en ruso: Не могу поступаться принципами), fue publicado en el periódico Sovétskaya Rossíya, el 13 de marzo de 1988, en un momento en el que Mijaíl Gorbachov y Aleksandr Yákovlev estaban en el extranjero. Andréyeva citó un informe del miembro del Comité Central del PCUS, Yegor Ligachov. Los funcionarios del PCUS más ortodoxos acogieron con satisfacción el ensayo, mientras que los partidarios de Mijaíl Gorbachov y Borís Yeltsin temían que Nina representara una grave amenaza para ellos. Posteriormente, Mijaíl Gorbachov reveló que muchos miembros del Politburó parecían compartir las opiniones de Andréyeva, y que tuvo que obligarlos a aprobar la publicación de una réplica oficial. La respuesta fue publicada y apareció en el diario Pravda, el 5 de abril de 1988.

## Carrera posterior
Andréyeva posteriormente desempeñó un papel de liderazgo en la formación de varias organizaciones comunistas. Ella dirigió el comité organizador de la plataforma bolchevique del PCUS que expulsó a Gorbachov del partido en septiembre de 1991. En noviembre de 1991, se convirtió en secretaria general del Partido Comunista Bolchevique de Toda la Unión. 
En octubre de 1993, el partido político fue suspendido temporalmente junto con otras organizaciones, por orden del Presidente de Rusia Borís Yeltsin, durante la crisis constitucional rusa de 1993.
En mayo de 1995, Andréyeva abandonó su cargo como presidenta del comité central del partido en San Petersburgo. Nina Andréyeva murió en la ciudad de San Petersburgo el 24 de julio de 2020.

## Obras
- Andreyeva, Nina (1992).  Foreign Languages Publishing House, ed. The cause of socialism is invincible (en inglés). Pyonyang.

- Andreyeva, Nina (1993).  Foreign Languages Publishing House, ed. Unpresented principles or a brief history of perestroika: (Selected articles and speeches) (en inglés). Pyonyang. OCLC 476436091.

- Andréyeva, Nina (2002).  Editorial del Partido Comunista Bolchevique de Toda la Unión, ed. За Большевизм в Коммунистическом Движении (Para el bolchevismo en el movimiento comunista) (en ruso). San Petersburgo.